# Antoine César Becquerel
Antoine César Becquerel, francoski fizik, * 7. marec 1788, Châtillon-Coligny, † 18. januar 1878.